# Bryan Lee O'Malley
 (octobre 2018).
Si vous disposez d'ouvrages ou d'articles de référence ou si vous connaissez des sites web de qualité traitant du thème abordé ici, merci de compléter l'article en donnant les références utiles à sa vérifiabilité et en les liant à la section « Notes et références ».
Bryan Lee O'Malley est un auteur de comic canadien né le 21 février 1979.

## Biographie
Bryan Lee O'Malley est un auteur de comics canadien. Il est l'auteur de la série Scott Pilgrim.
Il fait également de la musique sous le pseudonyme de Kupek.

## Publications
- Lost at Sea, 2003
- Scott Pilgrim
  1. Scott Pilgrim's Precious Little Life, 2004
  2. Scott Pilgrim vs. the World, 2005
  3. Scott Pilgrim & The Infinite Sadness, 2006
  4. Scott Pilgrim Gets It Together, 2007
  5. Scott Pilgrim vs. The Universe, 2009
  6. Scott Pilgrim's Finest Hour, 2010
- Seconds, 2014
- Snotgirl

## Prix et récompenses
Sauf précision, ces prix ont été remis aux États-Unis.
- 2005 :  Prix Doug Wright du meilleur jeune talent pour Scott Pilgrim t.1
- 2006 :  Prix Joe Shuster du meilleur auteur pour Scott Pilgrim t.2
- 2007 : Prix Harvey spécial de l'humour pour Scott Pilgrim t.3
- 2008 : Prix Harvey du meilleur album original pour Scott Pilgrim t.4
- 2010 : Prix Eisner de la meilleure publication humoristique pour Scott Pilgrim vs. The Universe
- 2010 : Prix Harvey spécial de l'humour pour Scott Pilgrim t.5
- 2010 : Prix Lulu du meilleur personnage féminin pour Ramona Flowers dans Scott Pilgrim
- 2011 : Prix Harvey du meilleur album original pour Scott Pilgrim t.6
- 2011 :  Prix Micheluzzi de la meilleure série de bande dessinée étrangère pour Scott Pilgrim
- 2015 :  Prix Joe Shuster du meilleur auteur pour Seconds